# Hieracium fominianum
Hieracium fominianum là một loài thực vật có hoa trong họ Cúc. Loài này được (Woronow & Zahn) Üksip mô tả khoa học đầu tiên.